# Монджардіно-Лігуре
Монджардіно-Лігуре, Монджардіно-Ліґуре (італ. Mongiardino Ligure, п'єм. Mongiardin) — муніципалітет в Італії, у регіоні П'ємонт,  провінція Алессандрія.
Монджардіно-Лігуре розташоване на відстані близько 420 км на північний захід від Рима, 120 км на південний схід від Турина, 50 км на південний схід від Алессандрії.
Населення — 165 осіб (2014).
Щорічний фестиваль відбувається 24 червня. Покровитель — святий Іван Хреститель.

## Демографія
Населення за роками:

Станом на 1 січня 2023 року в муніципалітеті офіційно проживав 1 іноземець (громадянин Румунії).

## Сусідні муніципалітети
- Кабелла-Лігуре
- Каррега-Лігуре
- Ізола-дель-Кантоне
- Роккафорте-Лігуре
- Роккетта-Лігуре
- Воббія